# Mary Elliott Hill
Mary Elliott Hill (South Mills (California del Norte) 5 de enero de 1907-Frankfort (Kentucky) 12 de febrero de 1969) fue una de las primeras mujeres afroamericanas en convertirse en química. Hill trabajó en las propiedades de la luz ultravioleta, desarrollando metodología analítica, y, en colaboración con su esposo Carl McClellan Hill, desarrollando la síntesis de cetena que apoyó el desarrollo de plásticos. Se cree que es la primera mujer afroamericana en obtener una licenciatura en química.

## Primeros años y educación
Hill nació en la pequeña ciudad segregada de South Mills, Carolina del Norte, el 5 de enero de 1907, y tuvo dos hermanos. Su madre era Frances Bass, y su padre, Robert Elliott, era bombero. Hill comenzó a asistir a Virginia State College for Negroes, ahora Virginia State University (VSU), en 1925, obteniendo su licenciatura en química en 1929.

## Trayectoria
Después de obtener su título, Hill comenzó a enseñar en 1930 en la Escuela Secundaria de Laboratorio de VSU. En 1932 enseñó química a tiempo parcial en el Instituto Hampton, convirtiéndose en miembro de la facultad a tiempo completo en 1937. De 1938 a 1942, enseñó en VSU. Hill también realizó estudios de posgrado en la Universidad de Pensilvania en los veranos, recibiendo el primer máster en química a una mujer afroamericana en 1941.  Durante el año siguiente, enseñó en el Bennett College, y fue nombrada profesora asistente de química en la Universidad Estatal Tennessee A & I. Al año siguiente, se mudó a la Universidad Estatal de Kentucky (KSU), donde su esposo, Carl McClellan Hill, era jefe del departamento de química.  Fue nombrada profesora asociada, y jefa interina del departamento de química de 1951 a 1952.  En KSU, Hill estudió espectrofotometría ultravioleta, así como trabajando en el equipo de Carl Hill.  Carl Hill recibió fondos para la investigación sobre síntesis de cetena, incluyendo de la National Science Foundation (NSF) y la Fuerza Aérea de los Estados Unidos.  Mary Hill trabajó en cetenas monoméricos, que podrían someterse a la polimerización, que es un paso en la creación de plásticos.  El equipo utilizó reactivos Grignard para estudiar las reacciones químicas en cetenas, con Mary Hill desarrollando métodos analíticos para el trabajo.  Hill fue coautor en más de 40 artículos.

## Vida personal
Hill estaba casada con Carl McClellan Hill, pero se desconoce la fecha exacta de su matrimonio. Una fuente dice que se casaron dos años después de que un compañero de clase los  presentara a los 16 años mientras que otra indica que se casaron durante su segundo año en el Virginia State College, sugiriendo que su matrimonio ocurrió en algún lugar entre 1925 y 1927. En una entrevista en un periódico de 1963, las aficiones mencionadas eran leer, estudiar alemán y ruso, y disfrutar de la organización de flores y ver fútbol. Fue miembro de Beta Kappa Chi. Hills acababa de regresar de un viaje a Inglaterra cuando murió de "una disfunción cardíaca" que tuvo en el Hospital King's Daughters en Frankfort, Kentucky el 12 de febrero de 1969.